# Кепріанський Успенський монастир
Кепріанський Успенський монастир — православний чоловічий монастир в Страшенському районі Молдови, один із найстаріших у країні.
Монастир розташований приблизно за 60 км на північний захід від Кишинева, в Кодрах, в заповіднику «Кепріана-Скорень», однією з головних визначних пам'яток якого є 700-річний дуб Штефана чел Маре.

## Історія

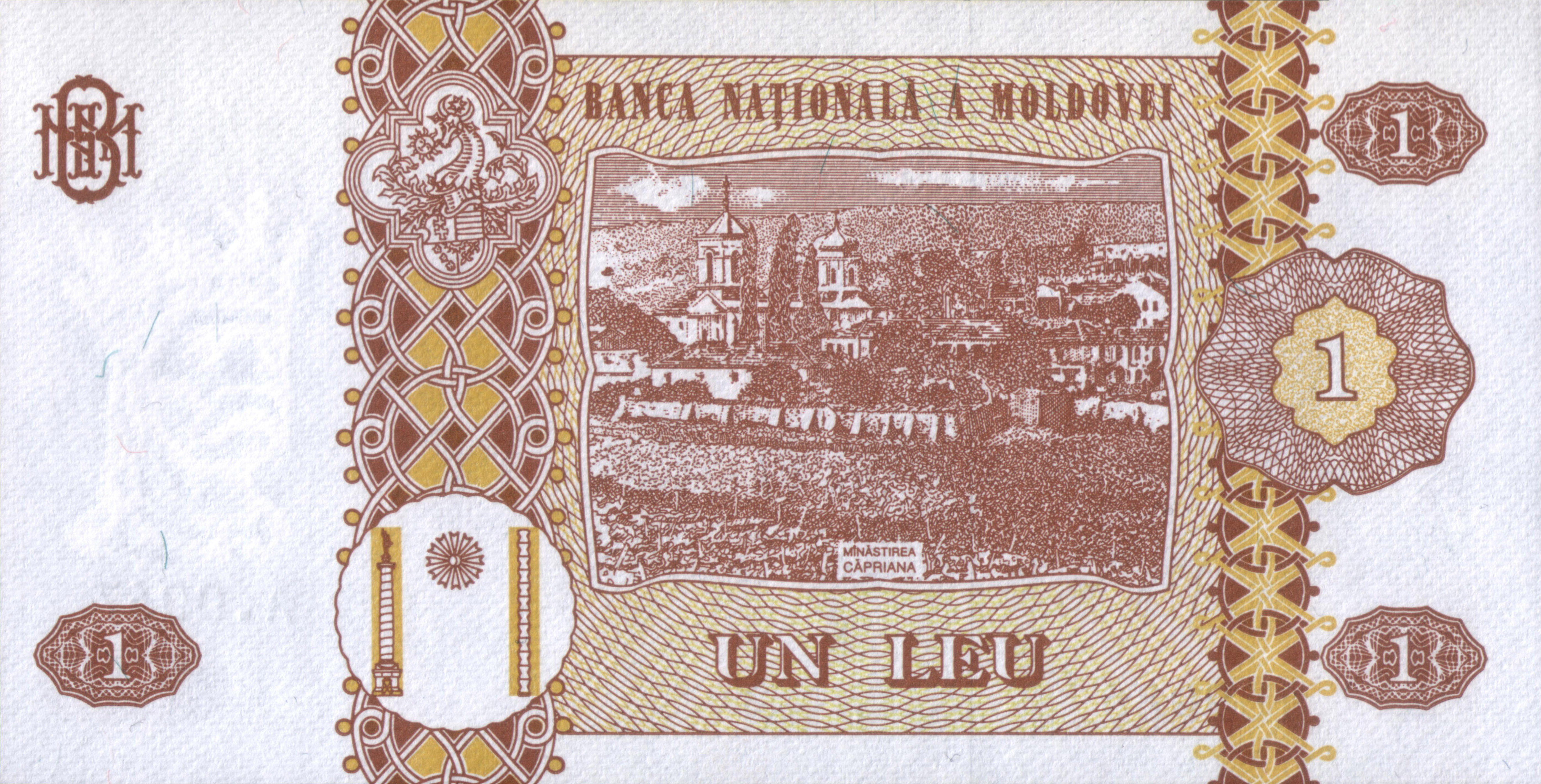
Монастир на молдовській банкноті.

Вперше монастир був згаданий в грамотах Олександра Доброго в 30-х роках XV століття. Довгий час тут знаходилася резиденція Митрополита Молдови, монастирю протегували місцеві государі, у тому числі і Штефан чел Маре, тут жили знаменитий молдавський літописець Євфтимій і один з перших молдавських поетів, чернець Кипріан. Крім того, монастир володів однією з найбагатших в Молдові бібліотек.
За часів другого правління сина Штефана чел Маре, Петра Рареша, в середині XVI століття, монастир був повністю перебудований. Тоді була побудована літня Успенська церква, що стала згодом центром монастирського комплексу. Церква перебудовувалася після землетрусу 1820 року, проте основні риси середньовічного храму були збережені. Особливу цінність представляє різьблений іконостас церкви: замовлені спеціально для нього картини були виконані в дуже складній техніці в середині XIX століття. Зимова Георгіївська церква також була побудована в XIX столітті. До неї примикають чернечі келії і господарські споруди, що кільцем оточують Успенський храм.
Біля стін монастиря покояться останки митрополита Гаврила Бенулеску-Бодоні, що багато зробив для Кепріанського монастиря і країни в цілому.
За радянських часів монастир був зруйнований і порожній, але відкрився одним з перших, в 1989 році, і з тих пір є одним з найвідвідуваніших. На території монастиря розташовані декілька фонтанів і альтанок.

## Монастир на монеті
Національний банк Молдови в 2000 році випустив в обіг як платіжний засіб та в нумізматичних цілях срібну пам'ятну монету якості пруф із серії «Монастирі Молдови» — Монастир Кепріана, номіналом 50 лей.

## галерея

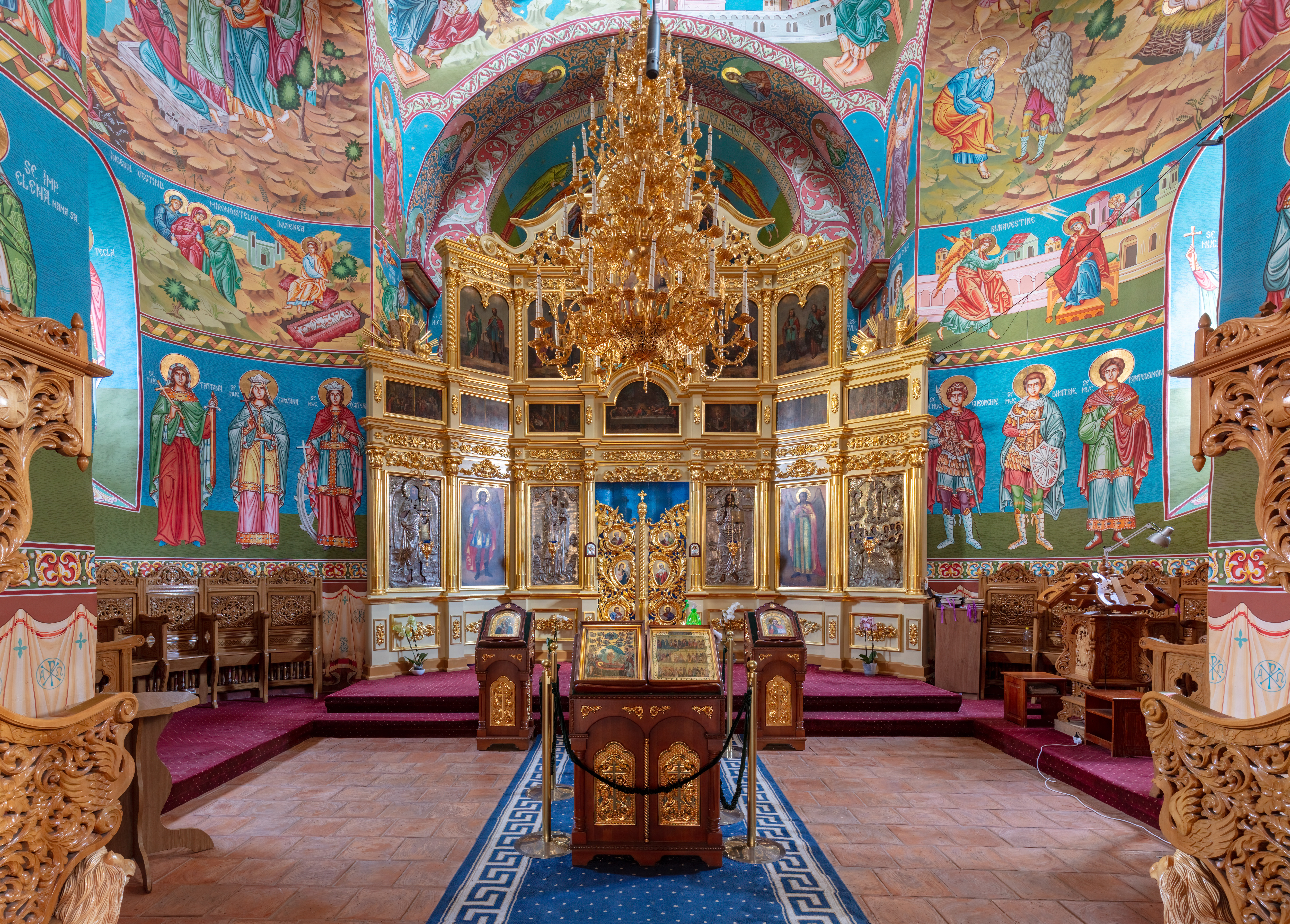
всередині
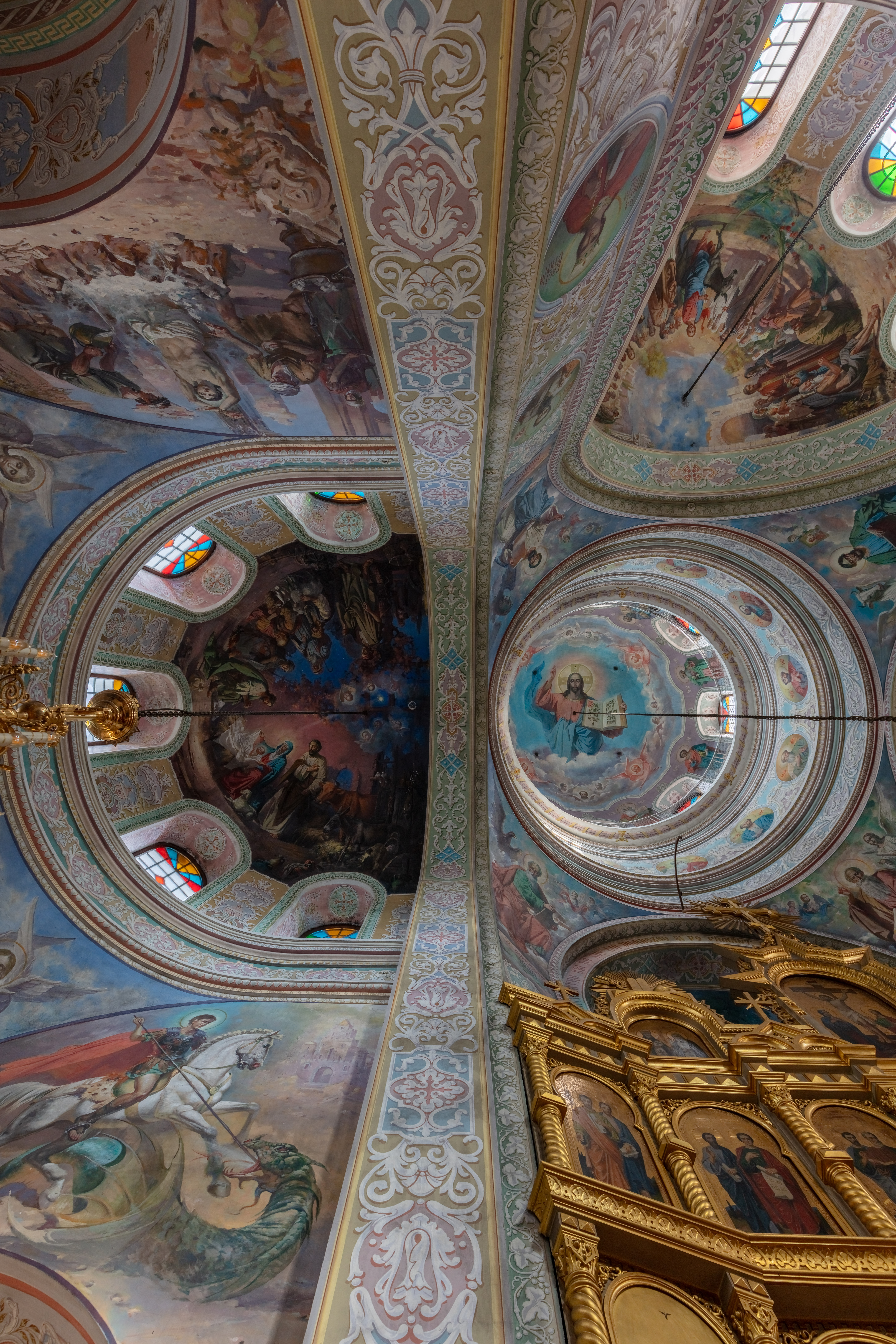
стеля
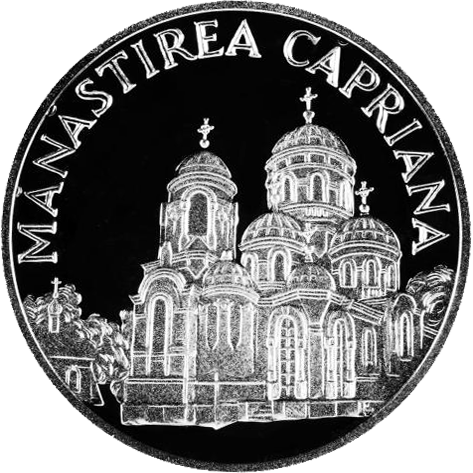
Реверс
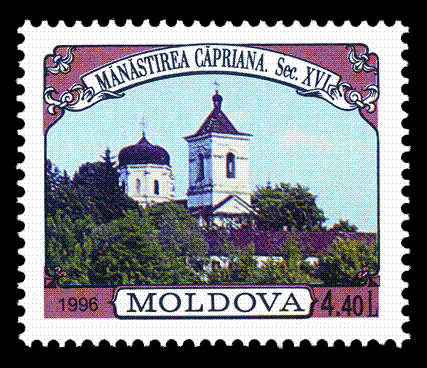
Молодавська поштова марка 1996 року з зображенням монастиря